# ラ・セウ・ドゥルジェイ包囲戦 (1719年)
ラ・セウ・ドゥルジェイ包囲戦（ラ・セウ・ドゥルジェイほういせん、スペイン語: Sitio de Seo de Urgel）は四国同盟戦争中の1719年8月22日から8月31日にかけて、フランス軍によるラ・セウ・ドゥルジェイの包囲。
ボナス侯爵率いるフランス軍歩兵7千と騎兵1,200は8月22日にオルラニャから出撃、31日にはラ・セウ・ドゥルジェイとエル・カステル・デ・シウダを占領、スペイン軍の指揮官ディエゴ・デ・ビリャプラーナを捕虜にした。